# Opt-out nell'Unione europea
     Stati membri senza deroghe
     Stati membri con almeno una deroga

Stati membri senza deroghe
Stati membri con almeno una deroga

Il concetto di opt-out, in italiano deroga, nel contesto dell'Unione europea indica la deroga di un certo Paese ad adottare una certa regola decisa dalla stessa Unione europea. 
In generale il diritto dell'Unione europea è valido in tutti i 27 stati membri dell'Unione europea. In alcuni casi, però, gli Stati membri hanno negoziato alcuni opt-out dalla legislazione o dai trattati dell'Unione europea, ovvero "derogano" a partecipare alle strutture comuni in un determinato campo.

## Descrizione
Attualmente esistono tre Stati con deroghe in alcune materie dell'Unione europea:
- Danimarca: 2 deroghe
  - Adozione dell'euro
  - Cooperazione giudiziaria e di polizia in materia penale e disciplina sui visti, sul diritto di asilo, sull'immigrazione e sulla circolazione di cittadini di paesi terzi
- Irlanda: 2 deroghe 
  - Accordi di Schengen
  - Cooperazione giudiziaria e di polizia in materia penale e disciplina sui visti, sul diritto di asilo, sull'immigrazione e sulla circolazione di cittadini di paesi terzi
- Polonia: 1 deroga 
  - Carta dei diritti fondamentali dell'Unione europea

Questo diritto è distinto dalla procedura di cooperazione rafforzata, una misura introdotta nel Trattato di Amsterdam, per cui un minimo di nove Stati membri sono autorizzati a cooperare all'interno della struttura dell'Unione europea senza coinvolgere altri Stati membri, dopo che la Commissione europea e una maggioranza qualificata hanno approvato tale provvedimento. È inoltre distinto dal Meccanismo di Cooperazione e Verifica per le sospensioni degli acquis comunitari permanenti, la cui revoca è subordinata al rispetto di determinati parametri di riferimento dagli Stati membri interessati.
Il Regno Unito è stato il paese con più deroghe, quattro. Lo status speciale britannico in questi quattro accordi è stato risolto con la Brexit, quando il paese, abbandonando l'Unione europea, ha negoziato un nuovo accordo con Bruxelles. Fino al giorno effettivo in cui il Regno Unito ha lasciato l'Unione europea, però, le quattro deroghe sono rimaste comunque in vigore.
Le deroghe danesi sono indicati nell'Accordo di Edimburgo: il governo sta pianificando di indire nuovi referendum per l'abolizione di queste deroghe (o al limite della sola deroga concernente l'euro), dal momento che la pubblica opinione ha cambiato orientamento fin dal 2004. I dibattiti sulla Costituzione europea e sul Trattato di Lisbona hanno però ritardato la decisione.

## Deroghe in vigore

### Accordi di Schengen (Irlanda)
Stato UE con trattato in vigore
     Stato UE in cui il trattato non è ancora in vigore
     Stato UE che, tramite un opt-out, non aderisce
     Stato non-UE con trattato in vigore
     Stato non-UE con trattato in vigore de facto
     Stato non-UE la cui adesione è vincolata a quella di uno Stato UE

Stato UE con trattato in vigore
Stato UE in cui il trattato non è ancora in vigore
Stato UE che, tramite un opt-out, non aderisce
Stato non-UE con trattato in vigore
Stato non-UE con trattato in vigore de facto
Stato non-UE la cui adesione è vincolata a quella di uno Stato UE

Gli accordi di Schengen hanno abolito i controlli alle dogane tra gli Stati membri. Il Regno Unito e l'Irlanda hanno optato per una deroga sull'acquis di Schengen, quando tali accordi sono diventati parte del Trattato di Amsterdam del 1997 e, dunque, integrati nei Trattati sull'Unione europea, nonostante l'Irlanda si sia solamente unita alla riluttanza del Regno Unito sulla libera circolazione delle persone nell'Unione europea per mantenere aperto il suo confine via terra con l'Irlanda del Nord grazie all'Area Comune di Viaggio Irlanda-Regno Unito (CTA). Prima del rinnovo dell'Area Comune di Viaggio nel 2011, tecnicamente l'Irlanda sarebbe obbligata ad aderire a Schengen, ma in un'interrogazione a questo riguardo al Primo ministro irlandese ha dichiarato: «Sulla questione se questa è la fine dell'Area Comune di Viaggio e dovremmo aderire a Schengen, la risposta è "no"». La deroga è stato criticato nel Regno Unito perché abbassa le possibilità di combattere il crimine internazionale, complicando l'accesso al Sistema di informazione di Schengen senza specifici accordi. Con la Brexit la questione della deroga è stata superata, anche se rimaneva da trovare una soluzione definitiva per la questione di come gestire il confine tra l'Irlanda e l'Irlanda del Nord, ora confine esterno dell'Unione europea.

### Adozione dell'euro (Danimarca)
Zona euro
     UE appartenenti agli AEC II
     UE appartenenti agli AEC II con deroga
     UE non appartenenti agli AEC II
     Non UE che usano bilateralmente l'euro
     Non UE che usano unilateralmente l'euro
Attualmente l'unico Stato membro che non è obbligato ad adottare l'euro è la Danimarca; lo è stato anche il Regno Unito fino alla Brexit. Il Regno Unito si è assicurato la deroga durante i negoziati per il Trattato di Maastricht, mentre un protocollo ha dato alla Danimarca il diritto di decidere se e quando entrare nella zona euro. La Danimarca, successivamente, ha notificato la propria decisione di optare per una deroga alla Comunità Europea e questa scelta è stata inclusa nell'Accordo di Edimburgo, una decisione del Consiglio europeo raggiunta a seguito dell'iniziale bocciatura da parte della Danimarca del Trattato di Maastricht tramite un referendum nel 1992.
Nel Regno Unito il governo laburista di Tony Blair decise che sarebbe stato possibile adottare l'euro dopo il raggiungimento di cinque criteri economici e dopo un referendum confermativo. Tuttavia una verifica riguardo al raggiungimento di tale obiettivo al giugno 2003 concluse che non tutti i criteri erano stati soddisfatti. La politica del governo di coalizione conservatore-liberal democratico, eletto nel 2010, era contro l'introduzione dell'euro prima della elezioni generali nel Regno Unito del 2015. Con la Brexit, la questione non è più in discussione; rimane possibile un'adesione in caso di nuova richiesta di adesione del Regno Unito o della Scozia alla UE, qualora riesca a ottenere l'indipendenza. 
Nel 2000 l'elettorato danese ha votato contro l'adozione dell'euro in un referendum con il 52,3% dei votanti dichiaratisi contrari all'adozione dell'euro contro il 46,8% di favorevoli, con un'affluenza alle urne dell'87,6%.
Tutti gli stati rimanenti sono obbligati ad adottare l'euro, in virtù dei vincoli dei loro trattati di adesione, dal momento che l'appartenenza agli accordi europei di cambio è un prerequisito per l'adozione dell'euro. Tuttavia, essendo l'adesione agli AEC volontaria, questi stati possono, in ultima analisi, stabilire i tempi della loro adozione dell'euro deliberatamente non conformandosi ai requisiti degli AEC.

### Cooperazione giudiziaria e di polizia in materia penale (Irlanda e Danimarca)
Stato che partecipa alla Cooperazione
     Stato con un opt-out/in caso per caso alla Cooperazione
     Stato con un opt-out alla Cooperazione

Stato che partecipa alla Cooperazione
Stato con un opt-out/in caso per caso alla Cooperazione
Stato con un opt-out alla Cooperazione

Il Regno Unito e l'Irlanda hanno ottenuto una deroga per il passaggio dall'unanimità alle decisioni a maggioranza in questo campo contenuto nel Trattato di Lisbona. In realtà si tratta di un opt-in caso per caso, che permetteva ai due paesi di aderire ad una decisione nel momento in cui lo avrebbero voluto. Ciò rimane valido per l'Irlanda ma non è più in discussione per quanto riguarda il Regno Unito, a seguito della Brexit. La deroga della Danimarca la esclude da certe decisioni sugli affari interni dell'Unione. Dopo il Trattato di Amsterdam alcune materie in questo campo sono passate al "primo pilastro", ma la deroga danese è stata assicurata attraverso protocolli aggiuntivi. Con il Trattato di Lisbona la Danimarca può passare al sistema degli opt-in caso per caso, come garantito all'Irlanda.

### Carta dei diritti fondamentali dell'Unione europea (Polonia)
Stati partecipanti alla Carta
     Stato con una deroga alla Carta

Stati partecipanti alla Carta
Stato con una deroga alla Carta

Il Regno Unito e la Polonia hanno ottenuto una deroga affinché la Corte di giustizia delle Comunità europee non potesse chiamare in giudizio i paesi sulla base della Carta dei diritti che è legalmente vincolante nel Trattato di Lisbona. La questione non concerne più il Regno Unito a seguito della Brexit.
Nel 2009 il Presidente ceco Václav Klaus chiese ed ottenne la stessa deroga di Regno Unito e Polonia, nel timore che i discendenti dei tedeschi dei Sudeti espulsi dopo la seconda guerra mondiale potessero appellarsi alla Corte di giustizia dell'Unione europea per riottenere i propri beni. Il 20 febbraio 2014 il Primo ministro ceco Bohuslav Sobotka ritirò ufficialmente la richiesta di deroga in seguito all'incontro con il Presidente della Commissione europea José Manuel Barroso.

## Deroghe abolite

### Protocollo sociale
Il Regno Unito ha avuto una deroga dal Protocollo sociale negoziato da John Major nel 1991. Tony Blair abolì questa deroga immediatamente dopo essere diventato Primo ministro nel 1997. Con la Brexit il Regno Unito può avere libertà d'azione anche in questo campo.

### Cittadinanza dell'Unione europea
La deroga della Danimarca significa che la cittadinanza europea non sostituisce la cittadinanza nazionale. Questa deroga è diventata priva di senso quando questa dichiarazione è entrata nel Trattato di Amsterdam ed ha quindi valore per tutti gli Stati membri.

### Politica estera e di sicurezza comune
L'Accordo di Edimburgo conteneva una garanzia nei confronti della Danimarca che non obbligava questa nazione a diventare un membro dell'Unione europea occidentale, che in quel periodo era la "mano" dell'Unione europea nel campo della difesa. Inoltre, l'accordo pattuiva che la Danimarca avrebbe dovuto non prendere parte alle discussioni né sarebbe dovuta rimanere vincolata alle decisioni dell'Unione europea riguardanti la difesa. Il Trattato di Amsterdam del 1997 stabiliva un protocollo che sanciva questa deroga e permetteva, dunque, la non-partecipazione della Danimarca alla Politica europea di sicurezza e difesa dell'Unione europea. La deroga è stata abolita a seguito del referendum del 1º giugno 2022.

## Riepilogo
| Paese | Accordi di Schengen  | Unione economica e monetaria dell'Unione europea | Politica estera e di sicurezza comune | Cooperazione Giudiziaria e di Polizia in materia penale | Carta dei diritti fondamentali dell'Unione europea | Protocollo sociale |
| --- | -------------------- | ------------------------------------------------ | ------------------------------------- | ------------------------------------------------------- | -------------------------------------------------- | ------------------ |
| Danimarca | partecipante (inter) | opt-out (ref)                                    | opt-out abolito                       | opt-out (ref)                                           | partecipante                                       | partecipante       |
| Irlanda | opt-out (opt-in)     | partecipante                                     | partecipante                          | opt-out (opt-in)                                        | partecipante                                       | partecipante       |
| Polonia | partecipante         | partecipante                                     | partecipante                          | partecipante                                            | opt-out                                            | partecipante       |
| Regno Unito † | opt-out (opt-in)     | opt-out                                          | partecipante                          | opt-out (opt-in)                                        | opt-out                                            | opt-out abolito    |
| inter: partecipa su base intergovernativa, ma non ai sensi del diritto dell'Unione Europea ref: previsto referendum opt-in: possibile opt-out/in caso per caso †: ex membro dell'Unione Europea, la tabella mostra lo stato degli opt-out al momento della Brexit |                      |                                                  |                                       |                                                         |                                                    |                    |